# Phigalia djakenovi
Phigalia djakenovi är en fjärilsart som beskrevs av Moltrecht 1933. Phigalia djakenovi ingår i släktet Phigalia och familjen mätare. Inga underarter finns listade i Catalogue of Life.